# Young Romance

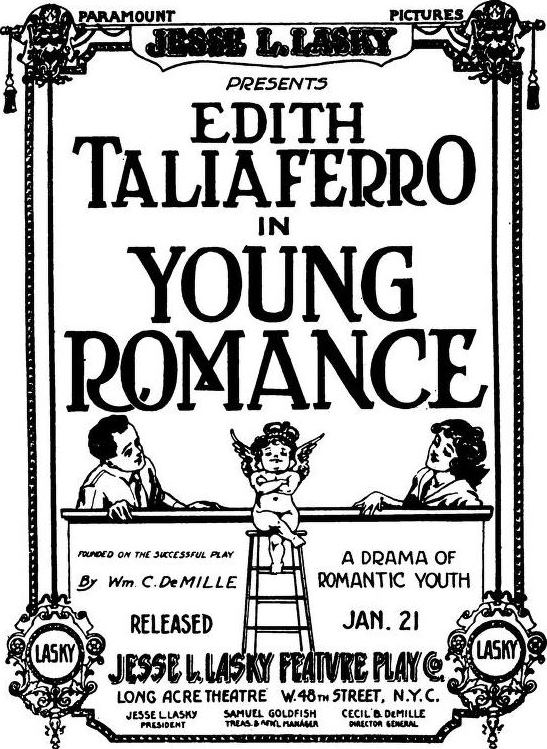
Propaganda do filme.

Young Romance é um filme mudo estadunidense de 1915, do gênero comédia romântica, dirigido por George Melford, e estrelado por Edith Taliaferro, que fez apenas três filmes em sua carreira e esse é o único que ainda pode ser encontrado. O roteiro de William C. deMille foi baseado na peça teatral homônima, do próprio deMille.

## Sinopse
Nellie Nolan (Edith Taliaferro) trabalha como balconista de uma grande loja de departamentos, e Tom Clancy (Tom Forman) trabalha no departamento de ferragens do mesmo estabelecimento. Nellie, guardando dinheiro, conseguiu economizar cem dólares e, em um ataque de loucura, decide gastar tudo em uma semana de pretensão gloriosa, visitando um resort de verão no Maine, assumindo a vida de uma outra mulher, e provando pela primeira vez as alegrias da riqueza. Tom fica impressionado com uma história no jornal, que chamou tanto sua atenção quanto a de Nellie, o que o faz ir para o mesmo resort fingindo ser um homem rico de Newport. Os dois jovens se encontram, cada um acreditando que o outro pertence a estilos de vida totalmente diferentes. Depois de alguns problemas, Tom se torna um herói aos olhos da garota ao conseguir salvá-la. Eles se apaixonam, mas um relacionamento é impossível, já que ambos não estão dispostos a confessar que não são o que dizem ser. Depois de alguns dias, os dois voltam para a loja, e nesse mesmo dia Tom é transferido para o balcão em frente ao de Nellie, agora conseguindo olhá-la e vice-versa. Assim, eles se encontram pela primeira vez em seu ambiente de trabalho, o que os mostra quem são de verdade, agora podendo ficar juntos sem mentiras e enganações.

## Elenco
- Edith Taliaferro como Nellie Nolan
- Tom Forman como Tom Clancy
- Al Garcia como Conde Spagnoli
- Raymond Hatton como Jack
- Florence Dagmar como Lou
- Charles Wells como Barqueiro/Motorista
- Mrs. Lewis McCord como Proprietária
- Marshall Mackaye como Bell Boy
- Harry De Vere como Sila Jenkins
- J. Parks Jones como Jovem Jenkins
- Violet Drew como Operador de telégrafo
- Gertrude Kellar como Sra. Jenkins

## Mídia doméstica
O filme foi lançado em DVD pela Image Entertainment, junto com "Regeneration" (1915), de Raoul Walsh.